# Crooked Rain, Crooked Rain
| Оценки критиков   | Оценки критиков |
| Источник          | Оценка          |
| ----------------- | --------------- |
| AllMusic          | [ 1 ]           |
| NME               | [ 2 ]           |
| Rolling Stone     | [ 3 ]           |
| The Village Voice | A               |
| Uncut             | [ 5 ]           |

Crooked Rain, Crooked Rain — второй студийный альбом американской рок—группы Pavement, изданный в 1994 году.

## Об альбоме
Пластинка продемонстрировала отход группы от записанного в стиле lo-fi дебютного Slanted and Enchanted к более классическому звучанию рока. На Crooked Rain, Crooked Rain дебютировал новый барабанщик Pavement Стив Вест, приглашенный вместо Гари Янга.
В Британии альбом добрался до №15, однако в американских чартах его ждал менее значительный успех (№121). К 2007 году Crooked Rain, Crooked Rain разошёлся тиражом 500 000 копий.

## Список композиций
Слова и музыка всех песен — Стивена Малкмуса, кроме указанных.
| №                   | Название                              | Длительность |
| ------------------- | ------------------------------------- | ------------ |
| 1.                  | «Silence Kit»                         | 3:01         |
| 2.                  | «Elevate Me Later»                    | 2:51         |
| 3.                  | «Stop Breathin»                       | 4:28         |
| 4.                  | «Cut Your Hair»                       | 3:07         |
| 5.                  | «Newark Wilder»                       | 3:53         |
| 6.                  | «Unfair»                              | 2:33         |
| 7.                  | «Gold Soundz»                         | 2:41         |
| 8.                  | «5-4=Unity»                           | 2:09         |
| 9.                  | «Range Life»                          | 4:54         |
| 10.                 | «Heaven Is a Truck»                   | 2:30         |
| 11.                 | «Hit the Plane Down» (Скотт Каннберг) | 3:36         |
| 12.                 | «Fillmore Jive»                       | 6:38         |
| Общая длительность: | Общая длительность:                   | 42:18        |

## Участники записи
Pavement:
- Стивен Малкмус — вокал, гитара, бас-гитара
- Скотт Каннберг[англ.] — гитара, вокал, орган, перкуссия
- Марк Айболд[англ.] — бас-гитара, вокал
- Стив Уэст[англ.] — ударные, перкуссия
- Боб Настанович[англ.] — перкуссия, вокал (как указано в буклете)

## Позиции в чартах
| Страна         | Место |
| -------------- | ----- |
| Великобритания | 15    |
| Германия       | 77    |
| США            | 121   |